# DR-Baureihe E 79
Die Baureihe E 79 (ursprünglich bestellt als EG 4) waren von der Gruppenverwaltung Bayern der Deutschen Reichsbahn für die Strecken Freilassing–Bad Reichenhall und Bad Reichenhall–Berchtesgaden beschaffte Güterzugelektrolokomotiven. Die zwei 1927 gelieferten Exemplare wurden aber bereits zu Beginn des Zweiten Weltkriegs verschrottet. Durch ihre geringe Stückzahl können sie als Versuchslokomotiven mit einer besonderen Fahrzeugsteuerung angesehen werden.

## Geschichte

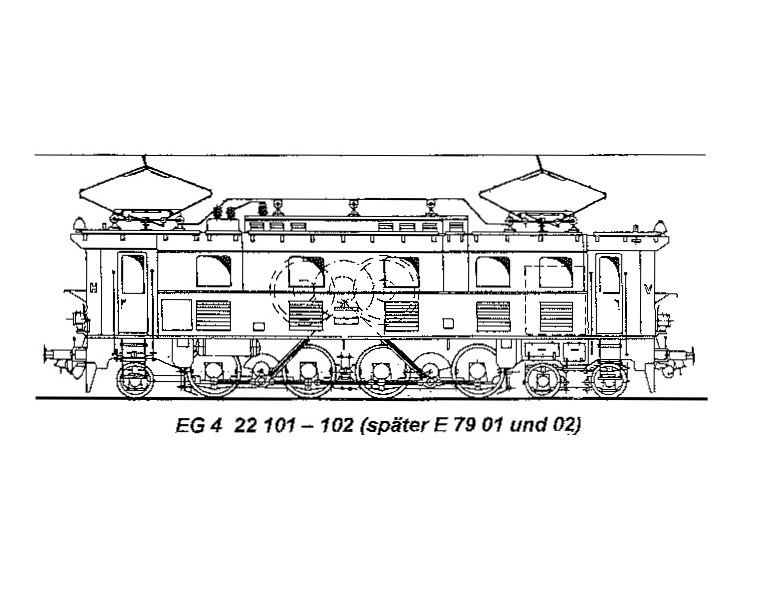
Maßskizze der Baureihe E79

Nach dem Ersten Weltkrieg stiegen die Beförderungsleistungen zwischen Freilassing und Berchtesgaden stark an. Deshalb wurden von der Gruppenverwaltung Bayern 1923 zwei Lokomotiven bestellt. Gebaut wurden die zwei Exemplare von J. A. Maffei in München, während die elektrischen Teile von der Pöge Elektrizitäts AG in Chemnitz kamen. Ursprünglich sollten die Maschinen als EG 4 22 101 und 22 102 in Dienst gestellt werden, doch durch Probleme bei der Lieferung des elektrischen Teils wurden die Lokomotiven erst 1927 fertiggestellt. Damit erhielten sie schon bei der Auslieferung die von der Deutschen Reichsbahn nach dem Umzeichnungsplan vorgesehenen Nummern E 79 01 und 02.
Das Leistungsprogramm der Lokomotiven verlangte die Beförderung von 1.200 Tonnen in der Ebene mit Höchstgeschwindigkeit, 900 Tonnen auf 10 ‰ und 200 Tonnen auf 40 ‰ mit 30 km/h. Dazu hatten die Lokomotiven den bei der Preußischen EP 235 zum ersten Mal verwendeten doppelten Parallelkurbelantrieb, um eine möglichst große Reibungslast zu erzielen. Für den Betrieb auf der krümmungsreichen Strecke war sie je mit einem Krauss-Helmholtz- und einem Krauss-Lotter-Gestell zur Anlenkung der Treibachsen ausgeliefert.
Ab Sommer 1927 waren beide Lokomotiven von und nach Berchtesgaden eingesetzt. Stationiert waren sie beim Bahnbetriebswerk Freilassing und wurden im gemischten Dienst oder als Schiebelokomotive vom Bahnhof Bad Reichenhall-Kirchberg bis zum Bahnhof Hallthurm eingesetzt. Im Einsatz konnten sie allerdings nur bedingt überzeugen, besonders die Leistung hat nicht befriedigt. Über die E 79 01 wird vermeldet, dass sie sehr schadanfällig und oft in Reparatur war.
Als besonderes betriebliches Ereignis war über die Lokomotiven vermerkt, dass eine nicht nummernmäßig genannte Lokomotive im Februar 1928 bei der Fahrt in einen Erdrutsch zum Entgleisen mit geringen Folgen gebracht wurde.  Ein weiteres Problem war die Ersatzteilbeschaffung für die Splitterbaureihe. Außerdem zeigte ab 1932 die erste E 44.5 auf der schwierigen Gebirgsstrecke gute Ergebnisse. Deshalb wurden beide Lokomotiven von 1938 an abgestellt. 1939 wurde die E 79 01 ausgemustert und bald darauf verschrottet. Die E 79 02 wurde 1940 ausgemustert. Ihr Bisselgestell und das dreiachsige Krauss-Lotter-Gestell wurde bei der Tegernseebahn für den Bau einer 1'C2'-Dampflokomotive mit der Bezeichnung TAG 8 verwendet.

## Technische Beschreibung
Die Lokomotive kann als eine modernisierte Form der Preußischen EP 235 angesehen werden. An Stelle des übergroßen Großmotors wurden bei ihr zwei kleinere Motoren gewählt, die über gefederte Ritzel auf eine Vorgelegewelle arbeiteten. Die Vorgelegewelle und die beiden schnelllaufenden Motoren waren ziemlich hoch angeordnet, dies verlieh der Lokomotive eine hohe Schwerpunktlage. Sie besaß denselben totpunktfreien doppelten Parallelkurbelantrieb. Bei ihr war nur die vierte Kuppelachse (neben dem Bisselgestell) fest im Rahmen gelagert. Das Drehgestell besaß eine Seitenverschiebung von ±22 mm, die 1., 2. und 3. Kuppelachse je ±12 mm. Das Bisselgestell hatte einen seitlichen Ausschlag von ±55 mm.
Der ölgekühlte Haupttransformator besaß 18 Anzapfungen auf der Sekundärseite für die Leistungsregelung und zwei für die elektrische Heizung. Die Lokomotive hatte zwei 20-polige Wechselstrom-Reihenschluss-Motoren, die mit einer Drehzahl von 800 min−1 drehten. Sie besaßen Erreger-, Kompensations- und Wendepolwicklungen. Beide Motoren waren stets in Reihe geschaltet. Mit der Leistungssteuerung besaß die Lokomotive eine stufenlose Steuerung der Bauart Döry von Pöge mit einer stufenlosen Stromversorgung der Motoren im Spannungsbereich von 0 – 800 V. Diese Steuerung bestand im Einzelnen aus einer elektro-magnetischen Schützensteuerung mit drei Stromteilern.